# Мусаев, Абдулзагир Бозгитович
Абдулзагир Бозгитович Мусаев (кум. Абдулзагир Бозигитны уланы, род. 3 февраля 1951 года, Хасавюрт, ДАССР, СССР) — советский и российский художник, академик (2023) и член-корреспондент Российской академии художеств (2012). Заслуженный художник Российской Федерации (1997).

## Биография
Родился 3 февраля 1951 года в г. Хасавюрт ДАССР, живёт и работает в Махачкале. По национальности — кумык.
С 1971 года — член Союза художников СССР, России, с 2002 года — член Союза театральных деятелей России. Член правления Союза художников Дагестана.
В 1979 году — окончил Ленинградский академический институт живописи, скульптуры и архитектуры имени И. Е. Репина, мастерская монументальной живописи А. А. Мыльникова, затем до 1982 года обучался в творческой мастерской монументальной живописи под руководством А. А. Мыльникова.
С 1979 по 1982 годы — преподаватель рисунка Ленинградского академического института живописи, скульптуры и архитектуры имени И. Е. Репина.
С 1983 года — заведующий кафедрой живописи Дагестанского государственного педагогического университета, профессор живописи.
В 2012 году — избран членом-корреспондентом Российской академии художеств от Южного регионального отделения.
Член Экспертного художественного совета Министерства культуры, Комиссии по государственным премиям Республики Дагестан.
В 2023 году — избран академиком Российской академии художеств.

## Творческая деятельность
Основные проекты и произведения:
- монументальная живопись: «Театр» (12 гобеленов) (Кумыкский музыкальный драматический театр. Махачкала 2000—2002), росписи Свято-Успенского кафедрального Собора (2004—2006), росписи в фойе Аварского музыкально-драматического театра (в соавторстве) (Махачкала, 1984), соавтор Государственного герба Республики Дагестан (1994);
- станковая живопись: «Эпитафия» (1989), «Буйволы на снегу» (1987), «Элегия» (1990), «17 век. Шавхалы. После междоусобиц» (1996), «Гейша» (2007), «Пророк». Триптих. (2011), «Охота на барса» (2012).

Автор эскизов декораций и костюмов к 13 постановкам театров Дагестана.
С 1982 года — участник всероссийских, республиканских и академических выставок, участник Международного биеннале (1989).
Произведения находятся в собраниях музея изобразительных искусств и министерства культуры Республики Дагестан, в Дагестанском государственном объединённом музее.

## Награды
- Орден Дружбы (2011)
- Заслуженный художник Российской Федерации (1997)
- Заслуженный деятель искусств Республики Дагестан (1992)
- Почётная грамота Министерства просвещения России (1986)
- Государственная премия Республики Дагестан в области изобразительного искусства (1999, 2011)
- Орден русской православной церкви Преподобного Андрея Рублева (2006)
- Золотая медаль Российской Академии художеств (2009)